# هو بونگ-چول
هو بونگ-چول (انگلیسی: Ho Bong-chol؛ زادهٔ ۲۱ اوت ۱۹۵۹)  وزنه‌بردار اهل کره شمالی بود.